# Mykola Wassyljew
Mykola Wassyljew (ukrainisch Микола Васильєв, engl. Transkription Mykola Vasylyev; * 12. April 1956 in der Oblast Kaliningrad) ist ein ehemaliger ukrainischer Hürdenläufer, der sich auf die 400-Meter-Distanz spezialisiert hatte und für die Sowjetunion startete.
Bei den Olympischen Spielen 1980 in Moskau wurde er Vierter in 49,34 s.
Seine persönliche Bestzeit von 48,98 s stellte er am 11. September 1979 in Mexiko-Stadt auf.